# Kormos bülbül
A kormos bülbül  vagy kafferbülbül (Pycnonotus cafer) a madarak osztályának verébalakúak (Passeriformes) rendjébe, a bülbülfélék (Pycnonotidae) családjába tartozó faj.

## Rendszerezése
A fajt Carl von Linné svéd természettudós írta le 1766-ban, a Turdus nembe Turdus cafer néven.

## Alfajai
- Pycnonotus cafer intermedius (Blyth, 1846) – nyugat-Himalája (Pakisztántól Nepálig);
- Pycnonotus cafer humayuni (Deignan, 1951) – délkelet-Pakisztán, északnyugat- és északközép-India;
- Pycnonotus cafer bengalensis (Blyth, 1845) – közép- és kelet-Himalája, Banglades;
- Pycnonotus cafer stanfordi (Deignan, 1949) – északkelet-India, észak-Mianmar, dél-Kína;
- Pycnonotus cafer melanchimus (Deignan, 1949) – dél-Mianmar, északThaiföld;
- Pycnonotus cafer saturatus (Whistler & Kinnear, 1932) – a Hindusztáni-félsziget északkeleti része;
- Pycnonotus cafer cafer (Linnaeus, 1766) – dél-India;
- Pycnonotus cafer haemorrhousus (J. F. Gmelin, 1789) – Srí Lanka.

## Előfordulása
Banglades, Bhután, India, Srí Lanka, Kína, Mianmar, Nepál, Pakisztán és Thaiföld területén honos. Betelepítették a Fidzsi-szigetek, Szamoa, Tonga, Új-Kaledónia, Francia Polinézia és Hawaii szigeteire, valamint meghonosodott az Egyesült Arab Emírségek közül Dubaj-ban és Új-Zéland egyes részein is.
Természetes élőhelyei a szubtrópusi és trópusi lombhullató erdők és cserjések, valamint ültetvények, vidéki kertek és városi környezet. Állandó, nem vonuló faj.

## Megjelenése
Testhossza 19–20 centiméter, testtömege 28–40 gramm.

## Életmódja
Elsődleges tápláléka gyümölcsökből áll, de megeszi a növényi rügyeket, virágokat, rovarokat és kisebb gerinceseket is. Egyike azon kevés állatfajnak (mint az ember, a legközelebbi emberszabású rokonaink, tengerimalac stb.), amely képtelen az aszkorbinsav előállítására önmagától, tehát ez az anyag számára vitamin.

## Szaporodása
|  |

## Természetvédelmi helyzete
Az elterjedési területe rendkívül nagy, egyedszáma pedig növekszik. A Természetvédelmi Világszövetség Vörös listáján nem fenyegetett fajként szerepel.